# Крейц, Пётр Киприанович
Граф Пётр Киприанович Крейц (1816 — 1 [13] марта 1894, Санкт-Петербург) — генерал от кавалерии русской императорской армии. Участник Крымской войны. Старший брат московского обер-полицмейстера Генриха Киприановича Крейца.

## Биография
Происходил из лютеранской семьи остзейского дворянства. Сын генерала К. А. Крейца, племянник генерала Ф. П. Оффенберга. Образование получил в Школе гвардейских подпрапорщиков и кавалерийских юнкеров.
Службу начал в 1833 году унтер-офицером в лейб-гвардии Уланском полку, 21 августа 1835 года произведён в первый офицерский чин. В 1849 году, командуя дивизионом 16-го драгунского Тверского полка, Крейц участвовал в усмирении венгерского восстания.
Командуя Каргопольским драгунским полком в Восточной войне — сперва на Дунае, а потом — на Крымском полуострове, — был в сражениях при Инкермане, Балаклаве, и Евпатории — у села Чеботарей 11 октября 1855 года. За отличие в последнем Крейц был награждён золотой саблей с надписью «За храбрость». Награждён также медалью «За защиту Севастополя».
Произведённый 21 апреля 1861 года в генерал-майоры, Крейц получил в командование лейб-гвардии Уланский Его Величества полк, с которым принял деятельное участие в усмирении польского мятежа и за боевые отличия был зачислен генерал-майором в Свиту Его Императорского Величества и награждён орденом св. Владимира III-й степени с мечами и св. Станислава I-й степени.
В 1867 году Крейц был назначен командиром  кавалерийской бригады Варшавского гвардейского отряда. 20 мая 1868 года произведён в генерал-лейтенанты и с 1868 по 1874 год командовал 1-й кавалерийской дивизией, с 1874 по 1891 год состоял для особых поручений при генерал-инспекторе кавалерии; 15 мая 1883 года произведён в генералы от кавалерии.
В 1892 году был назначен членом Александровского комитета о раненых.
Умер 17 февраля (1 марта) 1894 года. Похоронен на Никольском кладбище Александро-Невской лавры.

## Награды
Среди прочих наград имел ордена Св. Анны I-й степени — 1866 года, Императорская корона к этому ордену пожалована в 1870 году. Белого Орла — 1876 года, Св. Александра Невского — пожалованный в 1881 году — и бриллиантовые знаки к нему, Св. Владимира I-й степени — в 1893 году.